# Erebomorpha xanthosoma
Erebomorpha xanthosoma är en fjärilsart som beskrevs av Felder 1874. Erebomorpha xanthosoma ingår i släktet Erebomorpha och familjen mätare. Inga underarter finns listade i Catalogue of Life.